# Регістр (розкладка)
Регістр літер — це відмінність між розмірами великими (заголовні) та малими літерами, що використовується для покращення читабельності та чіткості тексту, а також для позначення певних граматичних та стилістичних правил.
Більшість літер мають схожі форми, відрізняючись лише розміром (наприклад, «Г» та «г»). Проте, деякі літери мають зовсім різні форми (наприклад, «Е» та «е»).
Писемності, що розрізняють регістр, мають два паралельні набори літер: великі (majuscule) та малі (minuscule).  Найчастіше в текстах використовується змішаний регістр, де поєднуються великі та малі літери. Це робить текст більш читабельним та естетичним.
В українській мові правила використання регістру чітко визначені та ґрунтуються на граматичних нормах. Правильне вживання регістру робить текст зрозумілим, чітким та візуально приємним.
Проте не всі мови мають розрізнення регістру. Наприклад в грузинській (ა, ბ, გ) та арабській (ب ,ت, ج) мовах, немає розрізнення літер на великі та малі. 
В деяких випадках використовують лише один регістр літер. Наприклад, технічні креслення маркують повністю великими літерами, оскільки їх легше розрізнити, коли розмір написання дуже маленький. На противагу цьому, в математиці великими та малими літерами позначають різні математичні об'єкти, наприклад вершина трикутника позначають великими латинськими літерами, сторони малими латинськими літерами, а кут між ними малими грецькими літерами. Іноді буває так, що ці об'єкти пов'язані, наприклад, x може позначати елемент множини X.

## Використання в інформаційних технологіях
В комп'ютерах інформація про значення та регістр літери кодується з допомогою спеціальних домовленостей — таблиці кодування символів.
Кожному символу, включно з технічними, що мають якийсь корисний сенс надається номер, будується таблиця. До  1990х років такі таблиці мали обмеження в 255 символів, тому що було дуже зручно та економно кодувати кожен символ лише одним байтом, таблиці відповідно називались однобайтними. Популярними були таблиці кодування ASCII. В Україні для кодування кириличних символів, використовувались інші таблиці. Проте 255 можливих варіантів символів це надзвичайно мало коли треба створювати багатомовні тексти. Для вирішення цієї проблеми було розроблено декілька стандартів кодування з використанням більше ніж 1 байт (255 символів) — юнікод, і найпопулярнішою його реалізацією, сумісний з ASCII — UTF-8
Відповідно комп'ютери чітко відрізняють велику та маленьку літеру відрізняється номерами в свої таблицях кодування.

### Чутливість до регістру
В інформаційних технологіях, в деяких випадках різницю в регістрі не використовують так, як це роблять в типографії або правилах природної мови. 
Це пов'язано з тим, як комп'ютери читають текст. Деякі інформаційні системи, або мови програмування не розрізняють регістр літер (наприклад, FORTRAN), щоб підтримувати сумісність із старим кодом. Інші мови використовують регістр для того, щоб легше було відрізняти назви функцій, аргументів та їх типи (наприклад, Java). Ще інші мови, як LISP, використовують великі літери для позначення макросів, оскільки код і дані в них тісно пов'язані.
Хоча різні регістри літер мають різні коди, що свідчить про їхню відмінність, часто виникає потреба ігнорувати регістр, щоб порівняти текст. Це підкреслює важливість чіткого розмежування поняття «значення літери» та «її регістр». Саме для цього існують функції перетворення регістру, які дозволяють перетворювати великі літери на малі та навпаки.
Юнікод розділяє регістр в три класи: нижній регістр, верхній регістр, та титульний регістр. В цьому контексті «титульний регістр» стосується лігатур та диграфів, закодованих як окремі символи змішаного регістру. В таких символах перша частина завжди велика, а друга – мала літера. Наприклад, символ «€» (євро) є лігатурою символів «E» та «u».
За допомогою цих властивостей символів в Unicode пов'язуються всі символи у письменностях з різними регістрами з їхніми варіантами в інших регістрах. Наприклад, літера «A» називається Latin Capital Letter A, має властивість «Capital» верхнього регістру, і вона буде пов'язана з маленькою літерою a, що називається Latin Small Letter A. З точки зору Unicode це однакові літери Latin Letter A, але мають різний регістр. Це дозволяє комп'ютеру легко перетворити текст з урахуванням регістру на текст без урахування регістру.
З точки зору типографії деякі літери споріднених алфавітів, є однаковими.  Наприклад в Латинському, Грецькому та Кирилиці літери A, B, E, H, K, M, O, P, T, X, Y мають однакову форму, і для типографії не розрізняються. 
Але в кодуванні це різні символи, хоча б для задачі перетворення великої «В» на потрібну малу («b», «β» або «в»). Це повинна бути однозначне рішення, тому родина алфавіту повинна бути відома, і без огляду на регістр літер, латинський, грецький та кириличний алфавіти краще розглядати як окремі набори символів, а не об'єднувати їх в «єдиний європейський алфавіт» з літерами на кшталт «ABБCГDΔΕЄЗFΦGHIИJ...Z».